# Whiteadder Reservoir
Das Whiteadder Reservoir ist ein 1968 aufgestauter Stausee in der schottischen Council Area East Lothian. Als Trinkwasserspeicher wird er von Scottish Water betrieben. Er liefert jedoch auch Wasser für den Betrieb des Kohlekraftwerks Cockenzie bei Cockenzie, das ein Jahr zuvor eröffnet wurde. Durch Installation einer 199-MW-Turbine steht seit 2023 außerdem eine potentielle Leistungserzeugung von 0,82 GWh zur Verfügung. Sie soll einen Teil des Strombedarfs des zugehörigen Pumpwerks decken. Die Investitionskosten betrugen rund drei Millionen Pfund.

## Geographie
Der See liegt am Südrand East Lothians in den Lammermuir Hills. Diese sind dünn besiedelt, weshalb keine Ortschaften an seinen Ufern liegen. Die nächstgelegenen Siedlungen sind die Weiler Cranshaws und Longformacus. Das Whiteadder Reservoir entstand durch Aufstauung des Whiteadder Waters. Des Weiteren münden dessen ehemaligen Zuflüsse Faseny Burn und Kell Burn von Süden beziehungsweise Westen ein. Das von Westen einmündende Whiteadder Water wird an der Ostseite des Stausees abgeleitet, um in Northumbria in den Tweed zu münden.
Das Whiteadder Reservoir ist etwa 2,2 Kilometer lang bei einer maximalen Breite von etwa 680 Metern und bedeckt eine Fläche von 77 Hektar. Sein Stauvolumen von 4.238.880 Kilolitern speist sich aus einem Einzugsgebiet von 4584 Hektar, in dem mit über 90 % der Fläche Heide- und Graslandschaften dominieren. Seine mittlere Tiefe beträgt 5,5 Meter.

## Umgebung
Nahe dem Ostufer, an den Hängen des Penshiel Hill, befinden sich zwei Cairns. Nahe dem Nordufer steht hingegen das aus dem 16. Jahrhundert stammende Tower House Gamelshiel Castle. Am Ablauf aus dem Whiteadder Reservoir befinden sich die Reste des eisenzeitlichen Hillforts Friar’s Nose. Im Ostteil des Sees quert die von Tranent nach Eyemouth verlaufende B6355 auf einem Damm das Whiteadder Reservoir, welche dann entlang des Nordufers geführt ist.

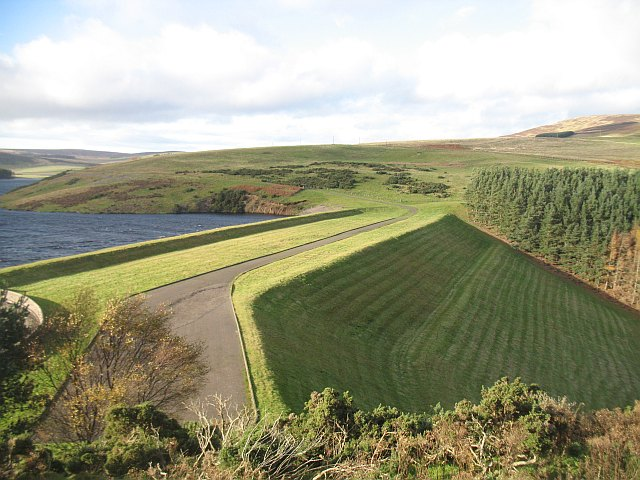
Erddamm des Whiteadder Reservoirs
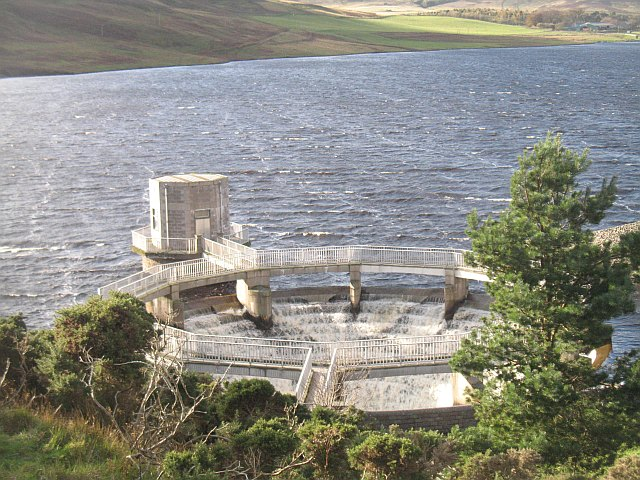
Abfluss des Stausees
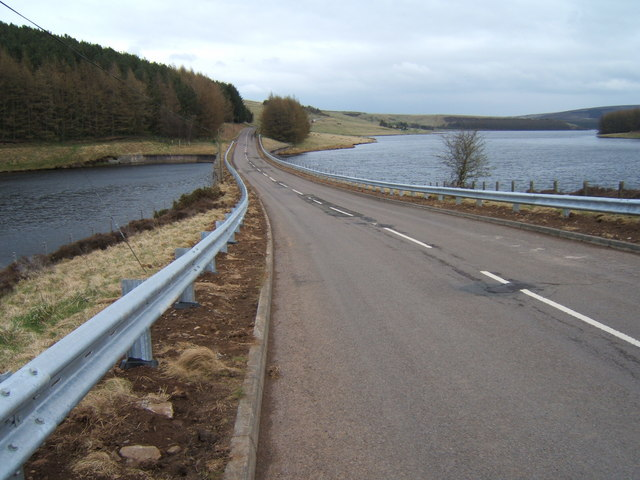
Damm der B6355